# 打楽器

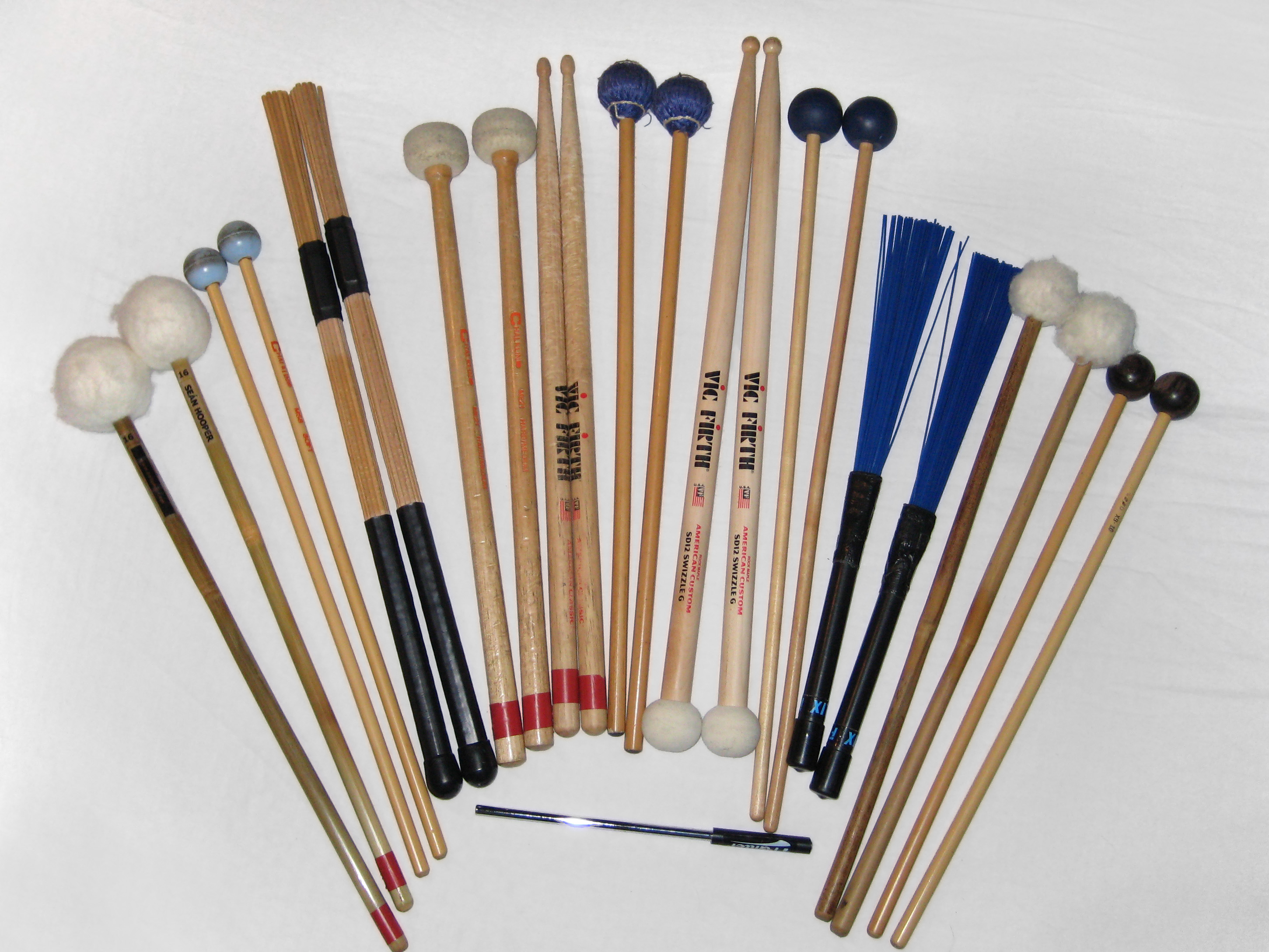
打楽器をならす桴（ばち）類。スティックやビーター、マレットなど。

打楽器（だがっき、英語: Percussion）とは、打つ、こする、振るなどして音を出す楽器の総称で、各民族に様々な楽器がある。弦楽器や管楽器と比べて原始的で、長い歴史を持つと考えられている。楽器分類学では体鳴楽器と膜鳴楽器に分けられる。
ただし、上記原理で音を出す楽器でも弦楽器や管楽器、鍵盤楽器に含まれる楽器や打撃する部分が内部に隠されている楽器などは通常は打楽器から除外される（ピアノは打撃により音を出すが、その機構は内部に隠されている）。

## 歴史

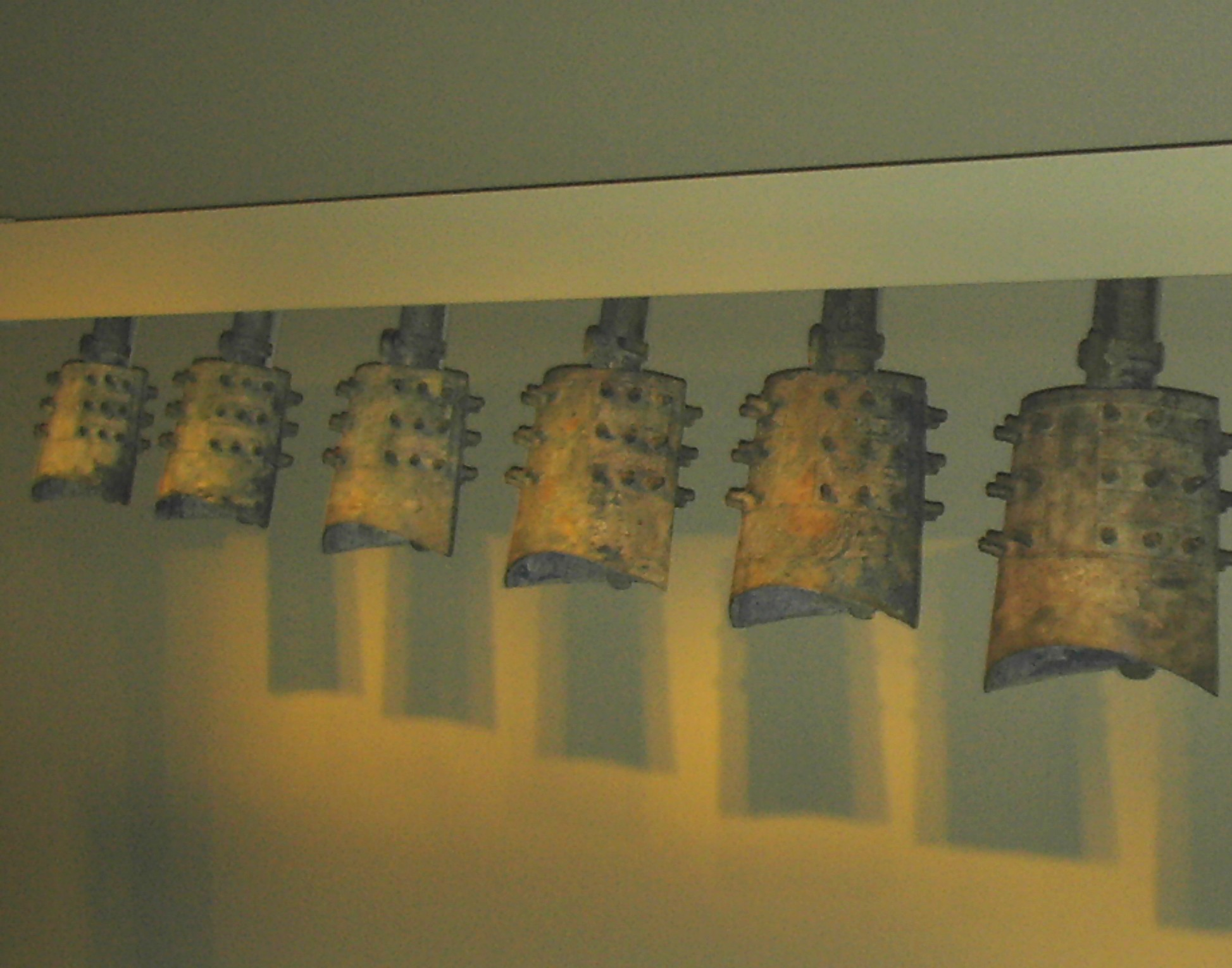
古代中国、東周王朝の青銅製ベル（鐸）。紀元前6世紀頃。

人類学者や歴史家たちはしばしば、最初に作り出された音楽用の道具は打楽器であったろうと推測している。人類最初の楽器は人間の声だったと思われるが、手足、それから棒、石、丸太といったものがほぼ間違いなく音楽の進歩の次の一歩であった。
一番古い打楽器は我々自身の手と足で、それから棒や丸太やお尻といった「発見した」物体が続いた。人類が狩猟や農業のための道具を発達させていくにつれ、その技能や技術でより複雑な楽器を作り出すことが可能になった。例えば、丸太は彫りを入れることでより大きな音を出せるようになり（スリットドラム）、組み合わせることで複数の音を出せるようになったのであろう（スリットドラムの「ドラムセット」）。

## 機能
打楽器には明確な音高を持つものと持たないものとがある。後者はリズムを奏でる。前者はリズムだけではなく、単音の演奏により旋律を奏でたり、和音の演奏による和声も奏でたりする。
打楽器は一般に合奏の「背骨」や「心拍」と形容され、（いるならば）しばしば低音楽器と緊密に連携して機能する。ジャズやその他のポピュラー音楽では、ベーシストとドラマーはしばしばリズム隊と呼ばれる。ハイドンやモーツァルトの時代以降に作曲されたフルオーケストラのためのクラシック作品の大半は、擦弦楽器・木管楽器・金管楽器に重点を置くように作られている。しかしながら、少なくとも1対のティンパニは含められていることが多い。継続的に演奏することは稀で、どちらかと言えば必要に応じて付加的なアクセントを添える役割を担う。18・19世紀には、他の打楽器（トライアングルやシンバルのような）も使われたが、ここでも全体としては控え目にであった。20世紀のクラシック音楽では打楽器はより頻繁に使用されるようになった。
ほとんどありとあらゆる形の音楽で、打楽器は枢要な機能を演じている。軍隊のマーチングバンドやパイプバンド（pipes and drums）では、バスドラムのビートが兵士を行軍させ続け一定の速度を保たせ、スネアドラムが楽隊のメロディにあのキビキビとした決然たる空気を与えている。古典的なジャズでは、「スイング」という言葉を聞けば誰もがすぐにハイハットやライドシンバルの独特のリズムを思い浮かべる。今日のポピュラー音楽文化において、ロックやヒップホップやラップやファンクやソウルなどなどのチャートや楽曲で、何らかの打楽器的なビートがメロディにリズムを与えていないものを探すのはほとんど不可能である。
打楽器は実に多種多様なので、打楽器のみで構成される大きな楽団も珍しいものではない。こうした音楽グループではリズム、メロディ、ハーモニーはいずれも鮮明で活き活きとしたものであり、その生演奏は実に壮観である。

## 打楽器の記譜法
音高のある打楽器は、打楽器以外の楽器の大半と同様にト音記号・ヘ音記号を用いて五線譜に記譜することができる。一定の音高がない打楽器のための音楽は、特化したリズム記号や打楽器記号で記譜される。しばしば、ト音記号やヘ音記号の代わりにリズム記号が用いられる。

## 打楽器の分類・主な打楽器

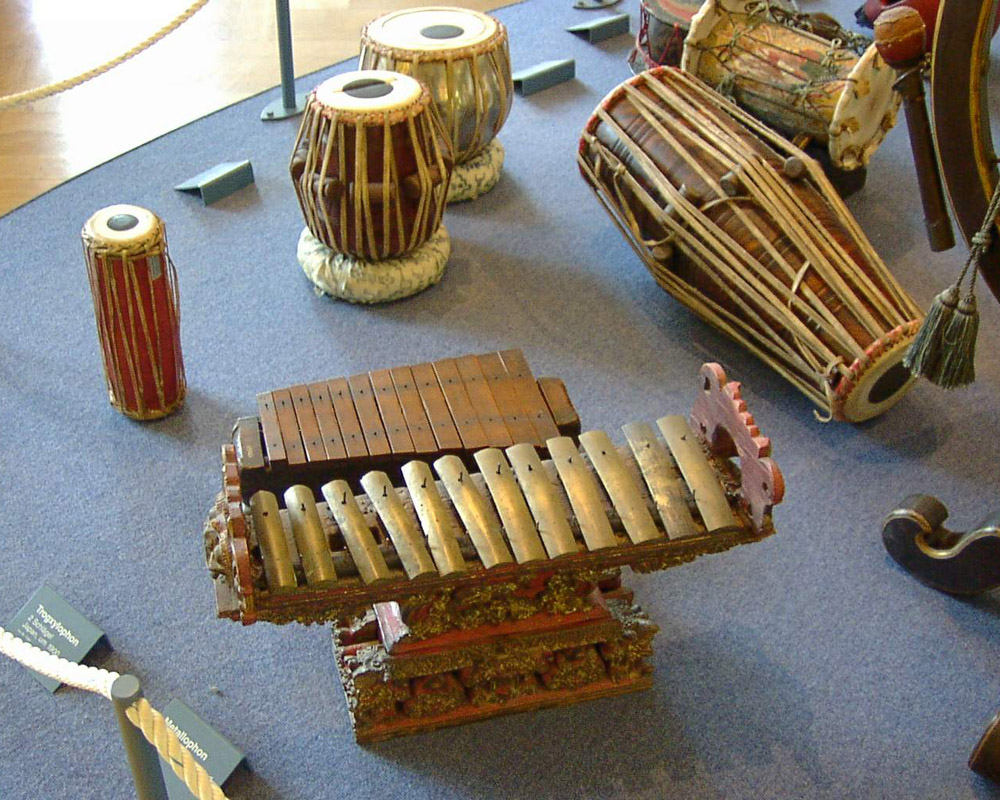
民族打楽器の例

### 体鳴楽器

#### 木製
- カスタネット
- クラベス
- 拍子木
- ギロ
- ウッドブロック
- 木魚
- 木柾
- テンプル・ブロック
- ルーテ
- ウィップ（鞭）
- アサラト
- カホン
- ジェンベ
- サンドペーパーブロック

#### 金属製
- コーン・ウォン・レク
- コーン・ウォン・ヤイ
- 音叉
- サンダーマシーン
- シンバル
  - チン (楽器)
  - クラッシュシンバル（サイドシンバル）
  - サスペンデッドシンバル（サスペンドシンバル）
  - スプラッシュ
  - ハイハット
  - ライド（トップシンバル）
  - チャイニーズシンバル（チャイナシンバル）
- スティールドラム
- リボンクラッシャー
- チャイム
- トライアングル
- フレクサトーン
- ベル（曖昧さ回避ページ）
  - 鈴
  - スレイベル（そりの鈴）
  - アゴゴベル
  - カウベル
  - チューブラーベル（チャイム）
  - ハンドベル
  - 鐘
  - 梵鐘
  - 鈴（りん）
  - 摺鉦（すりがね）
  - ターキッシュ・クレセント（英語版）(チャガーナ、チェヴギャーン)
- タムタム（銅鑼）
- 鉦鼓
- ウィンドチャイム
- 金床（アンヴィル）
- ベルツリー
- ハンドパン

#### 粒状の物を中に入れるか外に付けて振る
- シェイカー：以下の楽器の総称としても使われる。
- マラカス
- シェケレ
- カバサ
- カシシ
- アサラト
- レインスティック

#### そのほか
- キハーダ
- ヴィブラスラップ
- スプーン
- クリスタルボウル
  - アルケミークリスタルボウル

#### 鍵盤打楽器

##### 木製
- ラナート・エク
- ラナート・トゥム
- 木琴
- シロフォン
- マリンバ
- シロリンバ
- パッタラー（竹製。ミャンマーの民族楽器）
- バラフォン（ヒョウタン製。ブルキナファソの民族楽器）

##### 金属製
- 鉄琴
- カリヨン
- グロッケンシュピール
- クロテイル
- ヴィブラフォン
- クラビネット
- ミュージックボックス
- チャイム
- チューバフォン

##### その他の材質
- リソフォン(石)
- アルモニカ(ガラス)
- グラス・ハープ(ガラス)

#### 人体
- ハンドクラップ
- フィンガースナップ
- ボイスパーカッション
- ボディパーカッション

### 膜鳴楽器
膜をたたく楽器で、すなわち太鼓である。
- ティンパニ
- ドラム（セット）
  - トレーニングドラム（トレーニングパッド、プラクティスパッド）en:Practice_pad
  - スネアドラム（小太鼓）
  - バスドラム（大太鼓）
- タム
  - ロート・タム（ロート・トム）
  - メロディックタム
  - フロアタム
- フレームドラム
  - タンバリン（タンブリン）
  - タール
  - カンジーラ
  - ダフ
  - バウロン
  - パーランクー 
  - タンブレロ
  - リック（レク）
  - ドイラ
  - パンデイロ
- ティンバレス
- コンガ
- ボンゴ
- スルド
- クイーカ
- ジャンベ
- トーキングドラム
- タブラ
- チャンゴ
- ザブンバ
- 鼓
  - 小鼓
  - 大鼓
  - 鞨鼓
- 和太鼓
  - 長胴太鼓
  - 宮太鼓
  - 締太鼓
  - 桶胴太鼓
  - 団扇太鼓
  - でんでん太鼓
- ハピドラム

### 気鳴楽器
気鳴楽器は本来管楽器に含まれるべきであるが、打楽器奏者によって演奏されるために便宜上打楽器に分類されるものがある。
- サンバホイッスル
- スライドホイッスル

### 特殊楽器
楽器として著名な物、および著名な作曲家が指示した物のみ羅列している。
- ハンマー
- ウィンドマシーン
- 大砲 - チャイコフスキー『1812年』においてクライマックスで使用
- 線路 - 適当な長さの線路をたたくがアンヴィル（金床）の代用なので、手に入るのであれば金床のほうがよい
- タイプライター - ルロイ・アンダーソン『タイプライター』
- 紙やすり - ルロイ・アンダーソン『紙やすりのバレエ（英語版）』
- ヘリコプター